# Трумэн, Бесс
Элизабет Вирджиния «Бесс» Трумэн (англ. Elizabeth Virginia «Bess» Truman), в девичестве Уоллес (англ. Wallace; 13 февраля 1885 года, Индепенденс, штат Миссури, США — 18 октября 1982 года, Индепенденс, штат Миссури, США) — американская общественная деятельница, первая леди США (1945—1953) и вторая леди США (1945) как супруга соответственно 33-го президента и 34-го вице-президента Гарри Трумэна. 
На данный момент Бесс является дольше других прожившей Первой леди в истории Соединённых Штатов.

## Биография

### Ранние годы

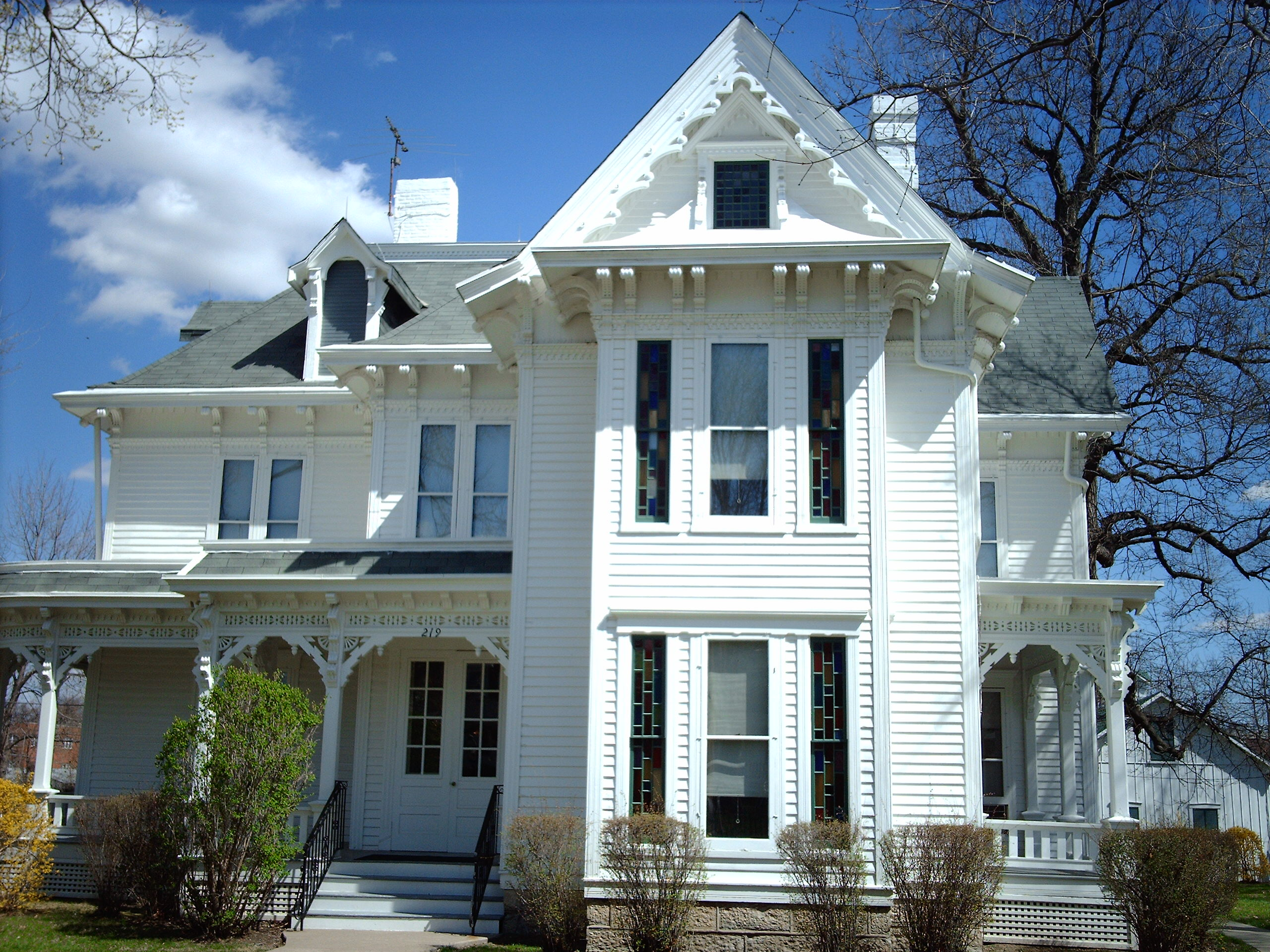
Дом на Норт-Делавер-стрит в Индепенденсе, где провела большую часть жизни Бесс Трумэн

Элизабет Вирджиния Трумэн родилась 13 февраля 1885 года в Индепенденсе, штат Миссури, в семье Дэвида Уиллока Уоллеса (1860—1903) и Маргарет «Мадж» Элизабет, урождённой Гейтс (1862—1952). В семье девочка получила прозвище Бесс, которое осталось с ней на всю жизнь. Бесс была старшим ребёнком и единственной дочерью из четверых детей Маргарет и Дэвида. Отец Бесс был держателем нескольких политических офисов в округе Джексон.
После окончания средней школы Independence High School в 1905—1906 годах она училась в школе мисс Барстоу для девочек в Канзас-Сити для девочек, в 1906 году после окончания школы Бесс вернулась в родительский дом в Индепенденсе. В школе Бесс играла в женской баскетбольной команде, изучала литературу и французский язык. 
Бесс познакомилась с Гарри Трумэном в Пресвитерианской воскресной школе в 1890 году, когда его семья только переехала в Индепенденс. Гарри влюбился в голубоглазую золотоволосую Бесс с первого взгляда. Вплоть до окончания средней школы в 1900 году Бесс и Гарри виделись каждый день. В 1903 году отец Бесс застрелился в их доме; что толкнуло Дэвида на этот шаг неизвестно, однако ходили слухи, что он страдал депрессией и имел большие долги. После похорон отца Бесс вместе с матерью и братьями на год уехала в Колорадо-Спрингс, где жили родители Мадж. Нет никаких сведений о том, виделись ли влюблённые в период с 1901 по 1910 год. У Бесс было много поклонников после окончания средней школы, но ни один из них не завоевал её любви. 

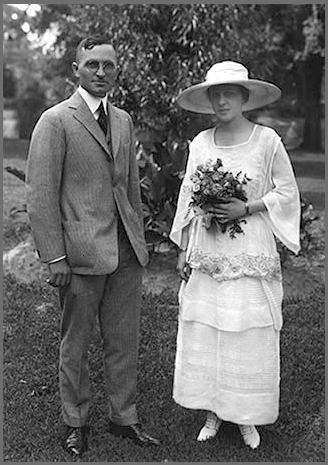
Гарри и Бесс на заднем дворе дома в Индепенденсе в день свадьбы

В 1910 году Гарри Трумэн помогал отцу на ферме недалеко от Грандвью, когда вновь встретился с Бесс. Вскоре после этого Гарри рассказал Бесс о своём желании жениться на ней, но Бесс попросила его не торопиться, поскольку она считала, что должна помогать матери в их большом доме, где теперь, помимо самой Мадж Уоллес и её четверых детей, жили и её престарелые родители. 

### Брак
Незадолго до начала Первой мировой войны Гарри вновь сделал Бесс предложение и она согласилась, однако помолвка была отложена до возвращения лейтенанта Трумэна с полей сражения во Франции в 1918 году. Бесс и Гарри поженились в июне 1919 года в Епископальной церкви святой Троицы в Индепенденсе. Молодожёны поселились в родительском доме Бесс; здесь же в 1924 году родился их единственный ребёнок — дочь Мэри Маргарет. После смерти матери в 1952 году Бесс выкупила у братьев дом в Индепенденсе и сделала его резиденцией семейства Трумэнов.

### Начало карьеры мужа
Незадолго до заключения брака с Бесс Гарри открыл галантерею (Truman-Jacobsen Haberdashery) в деловом центре Канзас-Сити, где Бесс работала на нескольких работах, что обеспечивало семье Трумэн доход такой же как и доход мужа, в том числе, она была менеджером по работе с клиентами в Truman-Jacobsen Haberdashery с 1919 по 1922 год, пока бизнес Трумэнов не обанкротился. После того, как Гарри был избран окружным судьей в восточном округе округа Джексон, она работала его помощницей с 1922 по 1924 и с 1926 по 1934 годы.
В начале политической карьеры Гарри семья продолжала жить в доме Уоллесов в Индепенденсе. В 1922 году, благодаря поддержке мэра Канзас-Сити Тома Пендергаста, Трумэн был назначен судьёй восточной части округа Джексон; затем он дважды переизбирался на этот пост в 1926 и 1930 годах. В 1934 году Гарри был избран в сенат от штата Миссури; начиная с этого момента Бесс с дочерью проводила по полгода в Вашингтоне и Индепенденсе, где она проводила время в бридж-клубе и наслаждалась общением с многочисленными друзьями. Бесс не интересовалась политикой и сопровождала мужа во всех его поездках только потому, что того требовал долг.
Во время Второй мировой войны Бесс и Мэри Маргарет оставались в Вашингтоне; в это время их дочь Маргарет поступила в университет Джорджа Вашингтона. В ноябре 1944 года Франклин Рузвельт перед президентскими выборами остановился на кандидатуре Трумэна на пост вице-президента.
20 января 1945 года Гарри официально вступил в должность; Бесс с этого момента стала второй леди государства. Бесс была против назначения мужа на этот пост: состояние здоровья президента Рузвельта не оставляло сомнений, что скоро супруг Бесс займёт высший пост государства, а ей самой придётся менять образ жизни. Кроме того, Бесс была уверена, что Белый дом являлся неблагоприятной средой для воспитания Мэри Маргарет. В должности вице-президента Гарри пробыл всего восемьдесят два дня, а затем смерть Рузвельта принесла ему президентский пост.

### Первая леди США
Отсутствие конфиденциальности в Белом доме раздражало Бесс. Как позднее вспоминал Гарри, Бесс были неинтересны все эти формальности и помпезность, низменно окружавшие президентскую чету. Хотя она стойко выполняла все социальные обязательства, соответствующие её положению, в обычной жизни Бесс делала только то, что считала необходимым. Пока перестраивался Белый дом во время второго срока Гарри, семья жила в гостевом доме Блэр-хаус и свела социальные контакты к минимуму. Во время президентства мужа Бесс периодически на долгое время возвращалась в Индепенденс.
Бесс дала только одну пресс-конференцию после многочисленных запросов СМИ и получила за неё прозвище «Бесс без комментариев»: пресс-конференция состояла из заранее заготовленных вопросов, ответы на которые в основном были односложными; кроме того, на многие вопросы Бесс отвечала «без комментариев». В конце концов, когда журналисты задали вопрос, в котором прозвучало явное сравнение первой леди с её более активной предшественницей, Элеонорой Рузвельт, Бесс прервала конференцию. Всё время президентства Трумэна Бесс оставалась в тени Элеоноры и тень эта год от года становилась всё обширнее и интенсивнее, но Бесс менять ничего не собиралась, сторонясь публичного внимания. В дальнейшем общение с прессой Бесс предпочитала вести через своих секретарей Эдит Хелм и Ритл Одум.
Бесс стала членом, патроном, спонсором, почётным членом или почётным президентом восьмидесяти организаций в период с 1945 по 1947 год. Она активно участвовала в деятельности Клуба конгресса и Красного креста. Бесс также была почётным президентом Девочек-скаутов, Женского национального демократического клуба и Комитета премии национальных достижений; почётным членом Женского клуба американских газет, Женского клуба бизнеса, Женской национальной ассоциации фермерства и садоводства и множества других.
В 1952 году Гарри не стал выдвигать свою кандидатуру на президентских выборах. В 1953 году супруги вернулись в Индепенденс.

### Возвращение домой, вдовство и смерть
Оказавшись в уютной атмосфере родного дома, Бесс вернулась к привычному образу жизни домохозяйки. Бесс вела образ жизни, со стороны казавшийся рутинным: она вставала каждое утро за два-три часа до пробуждения мужа, готовила ему завтрак и приступала к домашним делам вместе со своей помощницей Виттой Гарр. Гарри в это время работал над строительством своей библиотеки и писал мемуары.

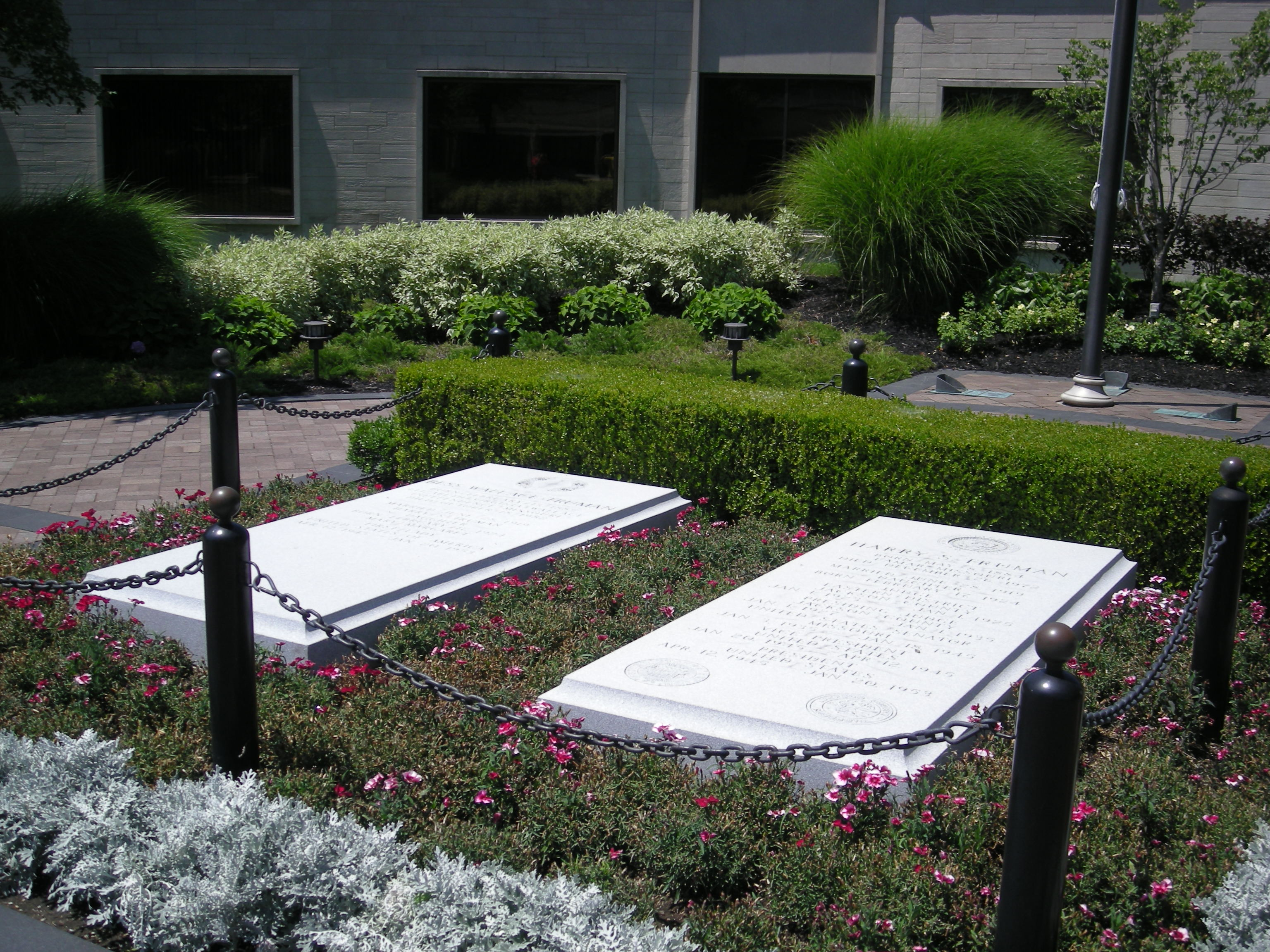
Могилы Бесс и Гарри Трумэнов в Индепенденсе

В апреле 1956 года дочь Бесс, Мэри Маргарет, вышла замуж за репортёра «The New York Times» Клифтона Даниэла. В конце 1950-х у Бесс была обнаружена доброкачественная опухоль и в 1959 году ей была проведена мастэктомия. Когда в 1965 году вступила в силу программа Медикэр, подписанная президентом Линдоном Джонсоном, Трумэны первыми получили все привилегии по ней.
На момент смерти Гарри в 1972 году в возрасте 88 лет, Бесс было 87, что сделало их старейшей президентской четой, когда-либо занимавшей Белый дом. Бесс согласилась стать почетным председателем кампании по переизбранию сенатора Томаса Иглтона. После смерти мужа Бесс оставалась жить в своём доме в Индепенденсе; здесь её часто навещала Мэри Маргарет с мужем и четырьмя сыновьями.
Бесс пережила мужа на десять лет и скончалась 18 октября 1982 года от застойной сердечной недостаточности; частная панихида состоялась 21 октября, после чего Бесс Трумэн была похоронена рядом с мужем во дворе библиотеки Гарри Си Трумэна в Индепенденсе, Миссури.

## Память

### Образ в киноматографе
- Фильм Трумен/Truman (США, 1995). В роли Бесс — Дайана Скариуд.

### Нумазматика

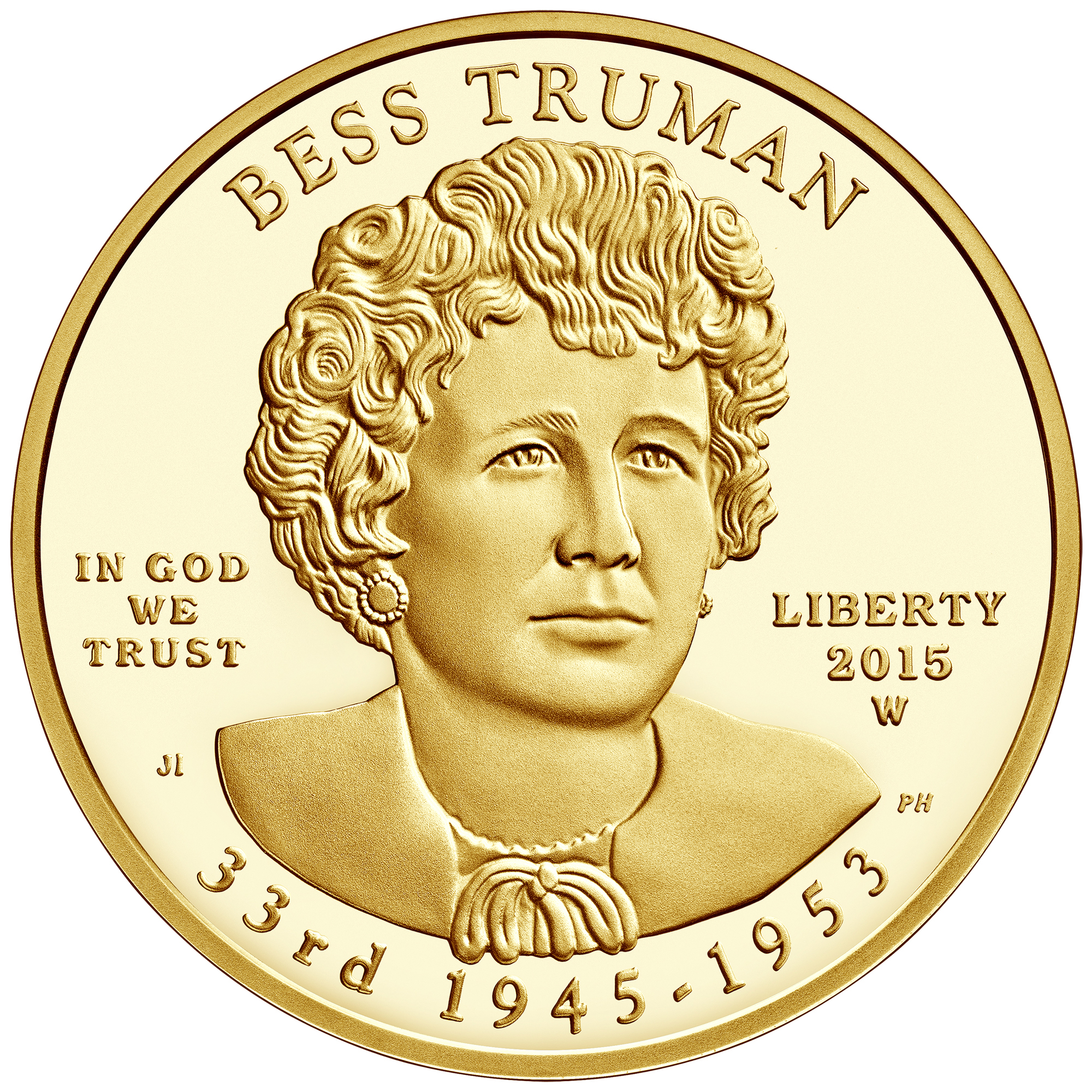
Монета номиналом 10 долларов США «Первая супруга» 2015 года из серии президентских долларовых монет.